# 谷鍾秀
谷 鍾秀（こく しょうしゅう）は、清末民初の政治家。中国同盟会に所属した革命派の人物。後に、反袁世凱運動にも加わったが、護法運動では政学系の一員として孫文と対立した。国民政府にも参加している。字は九峰。

## 事績

### 清末民初の活動
清末の優貢で、京試の受験後に知事として任用された。その後、公立京師大学堂に入学する。卒業後の1901年（光緒27年）に日本に留学し、 早稲田大学で学んだ。このときに、中国同盟会に加入した。
帰国後は直隷高等師範学校で教師となる。1909年（宣統元年）には直隷省咨議局議員となった。辛亥革命の際には、直隷省代表として南京での中華民国臨時政府創設に参加している。
1912年（民国元年）、南京で臨時参議院議員に選出され、統一共和党の結成にも加わった。同年8月に宋教仁が国民党を結成すると、谷鍾秀もこれに加わっている。翌1913年（民国2年）、衆議院議員に当選し、さらに憲法起草委員会委員もつとめた。しかし同年に宋が袁世凱の刺客に暗殺され、さらに二次革命（第二革命）でも敗北するなど、国民党は不利な状況下に置かれる。谷はそれでも民憲党を組織するなどして国会で袁に対抗しようとしたが、11月、国会は停会に追い込まれてしまった。
その後、谷鍾秀は欧事研究会に名を列ねるなどした。1915年（民国4年）、上海で雑誌『正誼』、『中華新報』などを創刊した。その翌年に、袁世凱の皇帝即位に反対して護国戦争に参加し、広東軍務院駐滬委員をつとめた。

### 護法運動での失脚
袁世凱死後の同年7月、谷鍾秀は北京政府中央に戻り、段祺瑞内閣で農商総長兼全国水利局総裁に就任した。続く伍廷芳臨時内閣、李経羲内閣でも、その地位にあった。しかし1917年（民国6年）6月、段らが推進した第一次世界大戦での対独宣戦に反対して辞職する。
谷鍾秀は広州へ向かい、孫文（孫中山）らの中華民国軍政府（南方政府）に参加した。谷は、李根源らの政学会の一員となり、孫と対立する政学系と呼ばれる派閥を形成した。しかし政学系は、孫らとの権力闘争に敗北してしまう。1923年（民国12年）、谷は北京政府に戻って、収回鉄路籌備処総弁などに就任した。1925年（民国14年）に辞任し、天津に寓居している。
1935年（民国24年）12月、谷鍾秀は国民政府に起用され、河北省政府委員兼井陘鉱務局局長に任じられる。1938年（民国27年）6月には、河北省政府民政庁庁長に昇進して、翌年2月までその地位にあった。日中戦争（抗日戦争）の終結後に、北平市参議会参議長に選出されている。
1949年12月25日、北京市にて病没。享年76。

## 著作
- 『中華民国開国史』
- 『外国地理』